# Алое миловидне
Алое миловидне, Алое привабливе (Aloe bellatula Reynolds) — сукулентна рослина роду алое.

## Етимологія

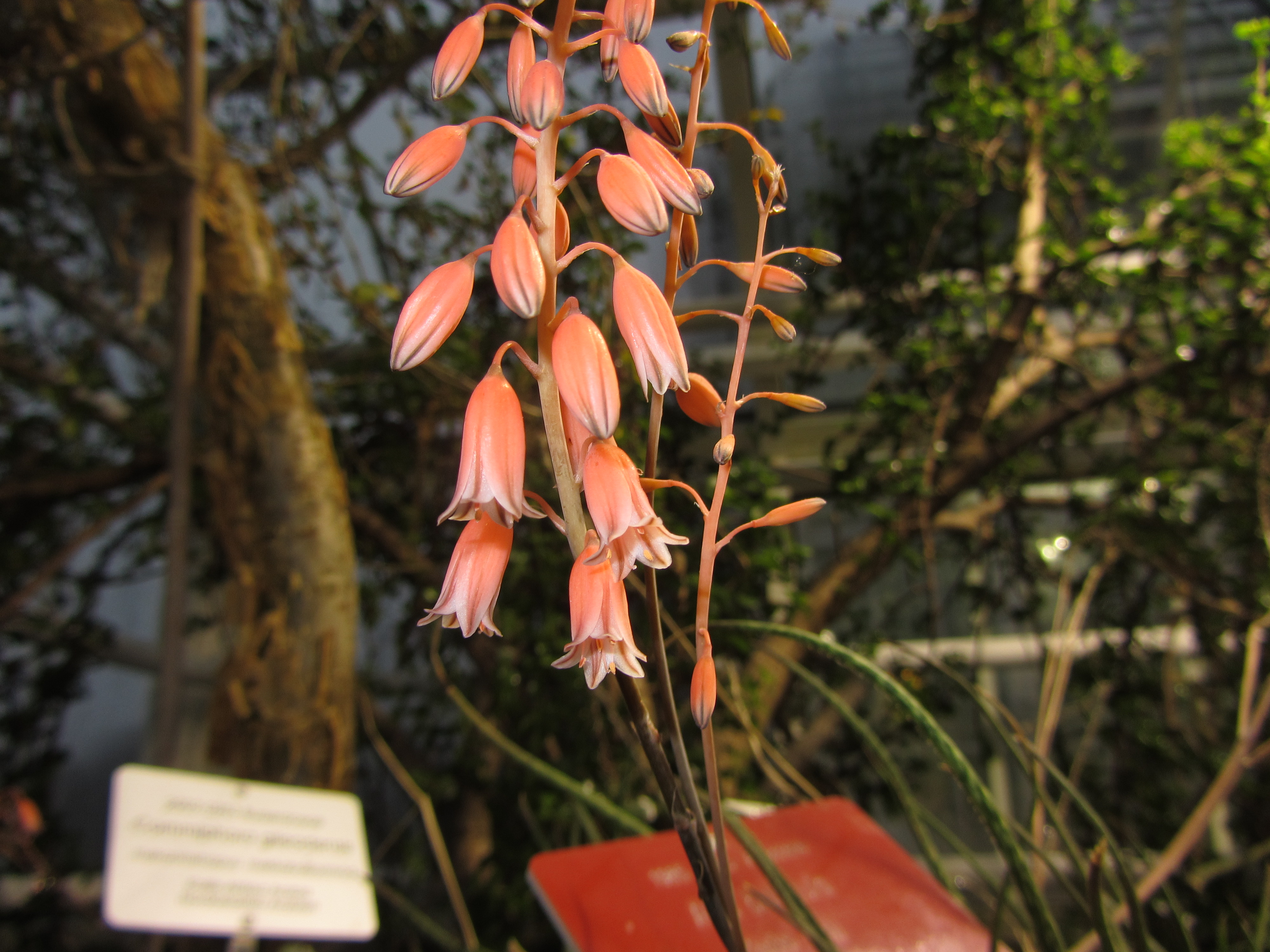
Квіти Aloe bellatula

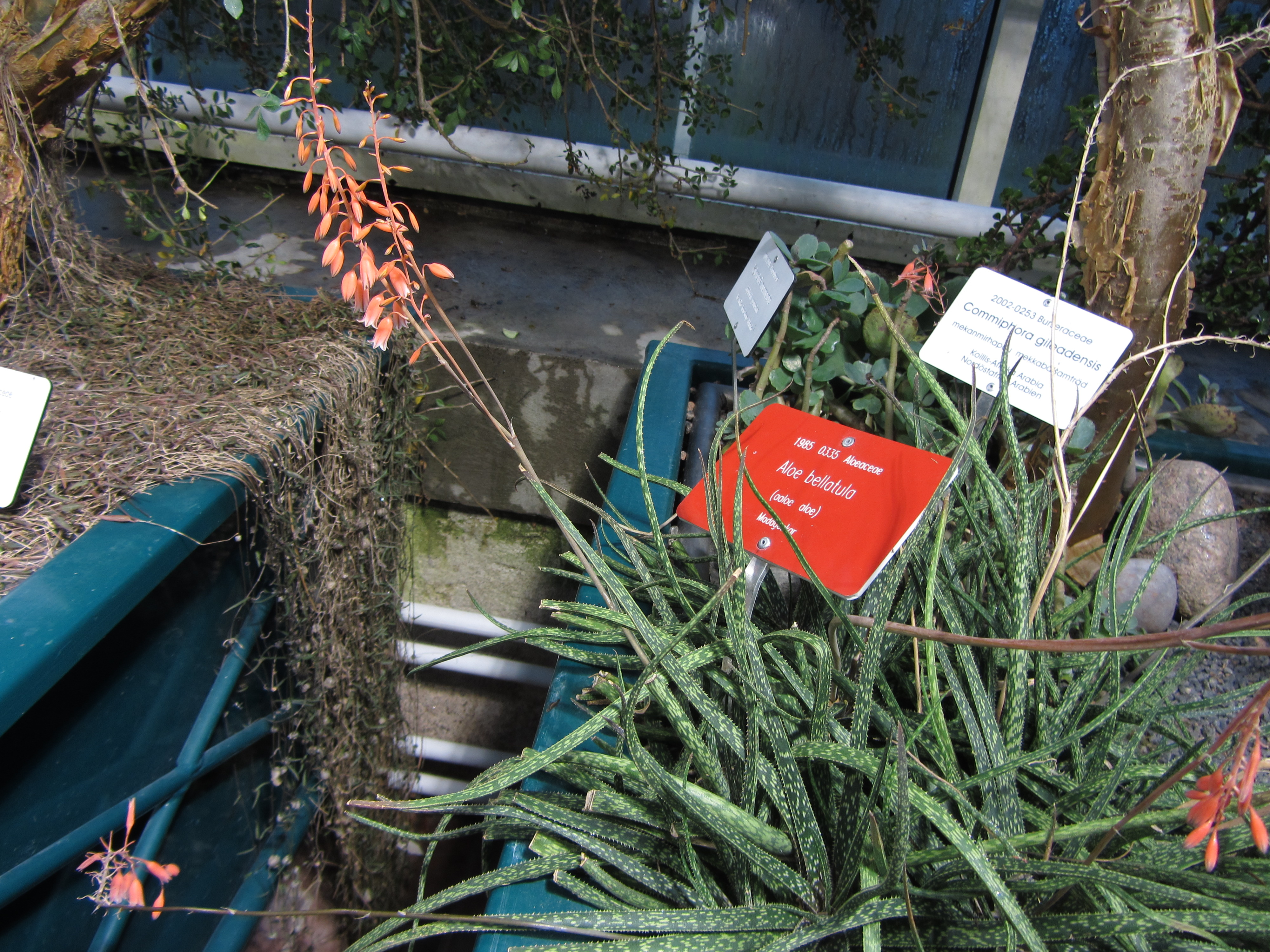
Aloe bellatula в Ботанічному саду Кайсаніємі, Гельсінкі, Фінляндія

Видова назва отримана цим алое через його красу, від зменшувального лат. bellus — гарний.

## Морфологічні ознаки
Безстебельна рослина з щільними розетками та довгим, тонким, соковитим листям 10-15 см завдовжки і 1 см завширшки, мармурово-коричневого і зеленого кольору, що стає бронзовим в зоні сильного світла. Листя вкрите білими плямами і воскоподібними горбками, по краях розташовані крихітні зубчики 1 мм завдовжки і на відстані 1 мм один від одного. Суцвіття слаборозгалужене до 60 см заввишки, складається з китиці ніжно рожевих і темно рожевих смугастих дзвоникоподібних квіток 13 мм завдовжки на кінці довгої ніжки.
Aloe bellatula дуже схоже з Aloe albiflora, але останнє має чисто-білі квіти.

## Місця зростання
Aloe bellatula є ендемічним видом Мадагаскару, де росте в центральній частині острова у провінції Фіанаранцуа в регіоні Амороні-Манья на висоті близько 4 500 футів над рівнем моря.

## Охоронний статус
Алое миловидне внесене до Додатку ІІ Конвенції про міжнародну торгівлю дикими видами фауни і флори, що знаходяться під загрозою зникнення (CITES).

## Вирощування
Цю рослину легко вирощувати на сонячному підвіконні. У Північній півкулі вільно цвіте в середині грудня.